# Tanacetum emodi
Tanacetum emodi — вид рослин з родини айстрових (Asteraceae), поширений у Гімалаях.

## Опис
Багаторічний напівкущик заввишки 19–28(40) см. Стебло часто голе, із залишками листя. Листки чергові, завдовжки 1–1.5 см, включаючи ніжку, розділені менше половини, самі верхні листки іноді лінійні й цілісні. Квіткові голови поодинокі, 0.5–1.7 см в поперечнику, на дуже коротких квітконосах. Приквітки з темно-коричневими краями. Язичкові квітки завдовжки 0.8–1.3(1.5) мм; дискові квітки завдовжки 2.5–3(3.5) мм. Плоди завдовжки 0.75–1.5(2) мм. Період цвітіння: липень — серпень.

## Середовище проживання
Поширений у Пакистані, західних Гімалаях Індії, західному Тибеті. Населяє сухі яри, скелі, вологі русла річок; на висотах 3000–4100 м.